# ابیفیل
ابیفیل (به انگلیسی: Abbeyfeale) در ایرلند با جمعیت ۲٬۵۰۸ نفر است که در شهرستان لیمریک واقع شده‌است.